# Dialampsis argentata
Dialampsis argentata är en tvåvingeart som först beskrevs av Wulp 1898.  Dialampsis argentata ingår i släktet Dialampsis och familjen vapenflugor. Inga underarter finns listade i Catalogue of Life.